# Krigsåret 1941

## Pågående krig
- Andra sino-japanska kriget (1937-1945)
  - Japan på ena sidan
  - Kina på andra sidan

- Andra världskriget (1939-1945)[1]
  - Tyskland, Italien och Japan på ena sidan
  - Storbritannien och Frankrike, samt Sovjetunionen (från 22 juni) och USA (från december) på andra sidan

- Kriget mellan Ecuador och Peru (1941)[2]
  - Ecuador på ena sidan
  - Peru på andra sidan

## Händelser
- 11 mars - USA antar Lend-Lease Act som stöd för Storbritannien.
- 30 maj - Britterna har återockuperat Irak efter det månadslånga anglo-irakiska kriget.
- 22 juni - Tyskland anfaller Sovjetunionen; operation Barbarossa. Försöket att ta Murmansk kallas operation Silberfuchs.
- 25 juni - Sverige tillåter transiteringen av Engelbrechtdivisionen.
- 22 augusti - Einsatzgruppen arkebuserar hundra judiska barn i Bila Tserkva.
- 2 september - Röda Armén lyckas rädda mycket i evakueringen av Tallinn 1941.
- 8 september - Belägringen av Sankt Petersburg inleds.
- 30 september - Tyskland dödar tiotusentals judar i Babij Jar vid Kiev.
- 5 december - Tyska trupper slås tillbaka strax utanför Moskva.
- 7 december - Japan angriper USA:s flotta med attacken mot Pearl Harbor på Hawaii.
- 8 december - Japan börjar slaget om Malackahalvön.
- 11 december - Tyskland och Italien förklarar krig mot USA.
- 17 december - Massakern i Liepāja på lettiska judar.

### Fotnoter
1. ↑  ”World Statesmen”. http://www.worldstatesmen.org/WARS.html. Läst 28 juni 2011.
2. ↑  ”History Guy”. http://www.historyguy.com/Ecuador-Peru_War_of_1941.html. Läst 30 juni 2011.